# 奥达尔 (韦斯特兰)
奧達爾（挪威語：Årdal）是挪威的一個市镇，位於韦斯特兰郡，行政中心为奧達爾斯唐恩村。市镇面积为977平方公里，人口数量为5,193人（2020年），人口密度为每平方公里5,6人。